# 數碼寶貝物語 網路偵探
《數碼寶貝物語 網路偵探》是由Media.Vision Inc.根据数码宝贝系列开发的角色扮演游戏，对应PlayStation Vita和PlayStation 4平台，PSV版最初于2015年3月12日在日本发售，2015年11月26日在日本以外地区还推出PS4版。2017年12月14日在PSV和PS4上推出的系列续作《數碼寶貝物語 網路偵探 駭客追憶》，分为普通版和20周年紀念限定版，因考虑到新玩家续作还特意复刻收录了前作的完整版内容（老玩家亦可直接选择续作开始游戏），继承了數碼寶貝物語系列收集數碼寶貝并「冒险」「培育」「战斗」等RPG要素，大幅强化《數碼寶貝物語 網路偵探》的世界观和游戏系统并展开新的物語。2019年10月17日追加任天堂Switch平台，10月18日在日本以外地区追加PC（Steam）平台。

## 剧情

### 网络侦探
故事发生在近未来的日本。出现了视觉以及感觉访问互联网的技术，因此「网络空间EDEN」成为了人们之间另一个日常世界。网络空间因为网络安全而被守护着，但因为人们的生活越发紧密，在那里犯罪开始多发起来。黑客们利用特别的病毒程序，给网络空间和现实世界带来了非常大的灾害。其病毒程序拥有AI（人工智能），还具有吸收一切信息，根据环境的不同而进行多种多样进化的能力。人们称呼这些特殊的病毒程序为「数码怪兽」。

### 网络侦探 黑客追忆
在现实世界与网络空间的边界线越来越模糊近未来的日本，玩家们将在网络空间诞生的具有AI（人工智能）的病毒程序称作「数码怪兽」。续作以全新主角视点描绘出《网络侦探》背后的全新故事。一个因EDEN账号被黑而被冤枉成账号狩猎的少年，为自证清白而投身黑客世界的另一个故事。

## 登场角色

### 网络侦探

#### 人类
- 相羽拓海/相羽亚美（声：松冈祯丞/大久保瑠美）

高中二年级，17岁，父母在其很小时候离异。因为在网络空间突然产生的不良状况，精神数据的一部分产生破损，无法回到自己的肉体，而成为半数字状态，因此掌握了「登入跳跃（Connect Jump）」这一特殊能力。
- 白峰诺奇雅（声：潘惠美）

高中二年级，17岁。网名为「亚来乃」，座右铭是「顺其自然」。与数码兽邂逅并心灵相通的少女，为了守护数码兽而成立黑客组织「Rebellions」并成为首领。
- 真田新（声：岸尾大辅/进藤尚美）

19岁，网名为「Blue Box」，传说中的黑客集团「Jude」的原首领，「Jude」解散后，以黑客自居独自活动。
- 神代悠子（声：伊藤加奈惠）

高中一年级，16岁。经营EDEN的神代企业前任社长神代悟留的女儿。由于父亲的神秘自杀，现在岸部里绘成为了悠子的监护人。为了调查EDEN症候群原因的委托人。
- 暮海杏子（声：坂本真绫）

专门处理网络相关事件的私立侦探，是中野百老汇「暮海侦探事务所」的所长，深得警方的信赖。
- 神代勇吾（声：村濑步）

网络空间最大的黑客组织「ZAXON」的首领，以其领袖气质团结着黑客们，与坊间传言中在网络空间中出没的「白色少年幽灵」有着相似的外貌。
- 菲·黄·巴·伊格纳西奥（声：刘婧荦）

最大的黑客组织「ZAXON」的干部。是日本人与华裔巴西人的混血，操着一口奇怪的京都腔，对「ZAXON」的首领「勇吾」绝对的忠诚。
- 吉米·肯（声：根本幸多）

黑客组织「ZAXON」原干部，俗称「Jimmy Ken」，与一部分成员退组后组建「DEMONS」并成为其首领。
- 又吉五郎（声：池田勝）

被上级降级到警视厅网络犯罪搜查课，2年后面临退休的老警部，与暮海杏子的父亲原本是同事，照顾过未成年时顽皮的御岛龙司和今井千岁。
- 末堂明实（声：家中宏）

疯狂的科学家，数字化界的权威，曾经在尼罗河公司提倡其理论。隶属于神代企业的主任研究员，作为岸部的右臂负责EDEN事业的核心技术。
- 岸部里绘（声：久川绫）

管理网络空间EDEN的神代企业的，总括EDEN Project事业发展的现役执行董事，神代悠子的监护人。
- 田和玲子（声：竹达彩奈）

为纪念淘儿唱片（Tower Records）的动画专卖店TOWERanime开张而设计的店长形象。
- 御神乐米蕾（声：泽城美雪）

PSP《数码宝贝世界 复元》和3DS《数码宝贝世界 复元 解码》的主要角色，PSV《数码宝贝世界：新秩序》、PS4《数码宝贝世界：新秩序 国际版》、PS5《数码宝贝物语 时空异客》的客串角色。
- 四之宫莉娜（声：户松遥）

3DS《数码宝贝世界 复元 解码》的女主人公，PSV《数码宝贝世界：新秩序》和PS4《数码宝贝世界：新秩序 国际版》的客串角色。
- 小夜（声：前田爱）

NDS《数码宝贝物语：日光/月光》的女主人公，NDS《数码宝贝物语：超合体大战 蓝版/红版》的客串角色。

#### 数码兽
- 亚古兽/奥米加兽（声：坂本千夏）
- 加布兽/奥米加兽（声：山口真弓）
- V仔兽/究极V龙兽（声：日比爱子）
- 芳香兽（声：若本规夫）
- 斯雷普兽（声：平井启二）
- 公爵兽（声：织田优成）
- 君主兽（声：服卷浩司）
- 玛格纳兽（声：高塚正也）
- 艾克萨兽（声：半田裕典）
- 颅骨兽（声：堀之纪）
- 顽固兽（声：稻田彻）
- 杰斯兽（声：江森浩子）
- 阿尔法兽（声：坂本真绫）
- 领主骑士兽（声：久川绫）
- 巴尔巴兽（声：佐藤正治）
- 番长狮子兽（声：山本圭一郎）
- 虎蜂兽（声：金香里）

### 网络侦探 黑客追忆

#### 人类
- 天泽圭佑（声：浅利辽太）

高中一年级，16岁。因为自己的「EDEN账号」被入侵，被冤枉成了账号狩猎，于是一边作为黑客组织「蝴蝶」（Hudie）成员解决网络空间麻烦事，一边调查陷害自己的黑客真面目。
- 御岛艾莉卡（声：小仓唯）

中学三年级，15岁。黑客组织「Hudie」的一员，御岛龙司的妹妹，数年前的交通事故中失去双亲，且头部负伤。一直宅在组织的据点「Hudie网咖」VIP房间俗称「绘理华的房间」内。
- 御岛龙司（声：中村悠一）

22岁，御岛艾莉卡的哥哥，数年前的交通事故中失去双亲。传说中的黑客组织「Jude」原二把手，黑客组织「Hudie」的首领，与最大黑客组织「ZAXON」保持亲密来往。
- 今井千岁（声：小野友树）

22岁，黑客组织「Hudie」副首领般的存在，擅长用自己构筑的黑客工具「Malware」收集情报。
- 乃木优（声：三瓶由布子）

天泽圭佑的好友，小时候起就被人欺负「像女孩子」，而圭佑经常帮他，因此对圭佑产生憧憬。同时又是在网络空间暗中活跃的面具怪人，自称「K」。
- 伊达真希子（声：浅野真澄）

21岁，原本是个小混混，高中毕业后就马上进入了警视厅交通科，但数次引发问题而被调到了刑事部网络犯罪侦查科。

#### 数码兽
- 虫虫兽/胡蝶兽（声：石原夏织）
- 斗牛士兽（声：千叶繁）
- 火山兽（声：火山太田）

## 对比
| 數碼寶貝物語 網路偵探                         | 數碼寶貝物語 網路偵探 駭客追憶                    |
| --------------------------------------------- | ------------------------------------------------- |
| 主线20章，任务约70个                          | 主线18章，支线约70个                              |
| 登场数码兽249体 （包括英文版独有的2体数码兽） | 登场数码兽330体以上 （包括PS4和PSV版的DLC数码兽） |
| 地图74种，专用14种                            | 地图追加约30种，共用约60种                        |

## 评价
| 媒体   | 得分                                             |
| ------ | ------------------------------------------------ |
| Fami通 | 34 / 40（网络侦探） 35 / 40（网络侦探 黑客追忆） |

《数码宝贝物语 网络侦探》日本首周销量超过76760份，为日本地区该周销量第三的游戏。在2015年底前在日本累计销售约为115880份，为日本地区当年畅销游戏排行第58名。《Fami通》杂志给出的评分为8/9/9/8 [34/40]。
《数码宝贝物语 网络侦探 黑客追忆》2017年的PSV版日本首周销量为24636份，PS4版日本首周销量为20890份，根据Media Create数据，为日本地区该周销量第九和第十的游戏。2019年的Switch版日本首周销量为4536份。《Fami通》杂志给出的评分为9/9/9/8 [35/40]。
截至2020年10月16日，《数码宝贝物语 网络侦探》和《数码宝贝物语 网络侦探 黑客追忆》各平台全球累计销量突破150万份。

## 特别用语
网络空间EDEN（伊甸）
神代企业运营的最大商用网络空间。又被称为「EDEN网络」，是次世代Web服务。这种网络空间不仅是在画面上交互，作为虚拟真实感（Virtual Reality）可以感官地体验Web上的信息。账号所有用户访问网络空间，甚至可以享受到购物、商业交易、行政手续等各种服务，正在广泛普及中。在现实世界的专用连接场所「EDEN接口」中可以使用「数码器」访问，在网络空间内的虚拟形象，从防止网络犯罪的观点出发，有义务保持与现实世界一致，但也有一部分具有高技巧的黑客，以不同外貌的虚拟形象进行活动。
EDEN症候群
在世界开始蔓延的神秘怪病EDEN症候群。据说是在访问网络空间EDEN的重度使用者（Heavry User）中患上的神秘怪病。据说原因是非法改造的「数码器」向脑神经下载超负荷数据，而被黑客们「大脑劫持（Brain Jack）」，不过其原因还不明确……相传为了防止世界混乱，发病者被隔离到了具有特殊设施的医院。
下层地区库伦（Coulomb）
网络空间的下层地区，成为各种数据残骸积蓄在一起的数据坟墓。数据堆形成迷宫，成为一般用户不能接近的危险区域「库伦」。而且网络空间的庞大通信数据成为数字波动流入了被称为「库伦」的没有通信网络的下层迷宫中。因此，据说在各种各样的数据交错的下层地区有奇怪现象发生……
暴走的黑客们
在网络空间驱使数码兽进行破坏行为的黑客，他们利用数码兽进行的黑客行为普通人无法应对，这逐渐成为网络空间的一大威胁。黑客们结成组织（队伍），为了各自的利益与各种目的开始对立……其中最大的组织ZAXON与DEMONS加强对立并暴走。
皇家骑士团
皇家骑士团（Royal Knights）是数码兽所生活的数码世界管理者——主计算机世界树（Yggdrasill）召集的位于网络安全最高位的圣骑士数码兽们。数码世界内以绝对强度著称的13位圣骑士型数码兽被赋予的称号。据说在数码世界发生重大灾难之时被预言引导而集结。
七大魔王
七大魔王（Seven Great Demon Lords）是最强魔王型数码兽们的总称，居住在黑暗区域的最底层克塞特斯河（Cocytus）。他们基本上互不干涉，无论利益一致或不一致，都不会成为合作关系或敌对关系。被传送到黑暗区域的邪恶数码兽为了提升自己的地位和名声试图挑战七大魔王，但几乎没有人活着回来。七大魔王各自掌管「七宗罪」。通过X抗体化，大罪之冠（纹章）会在其某个部位浮现出来。

## 作品中出现的实物和地名

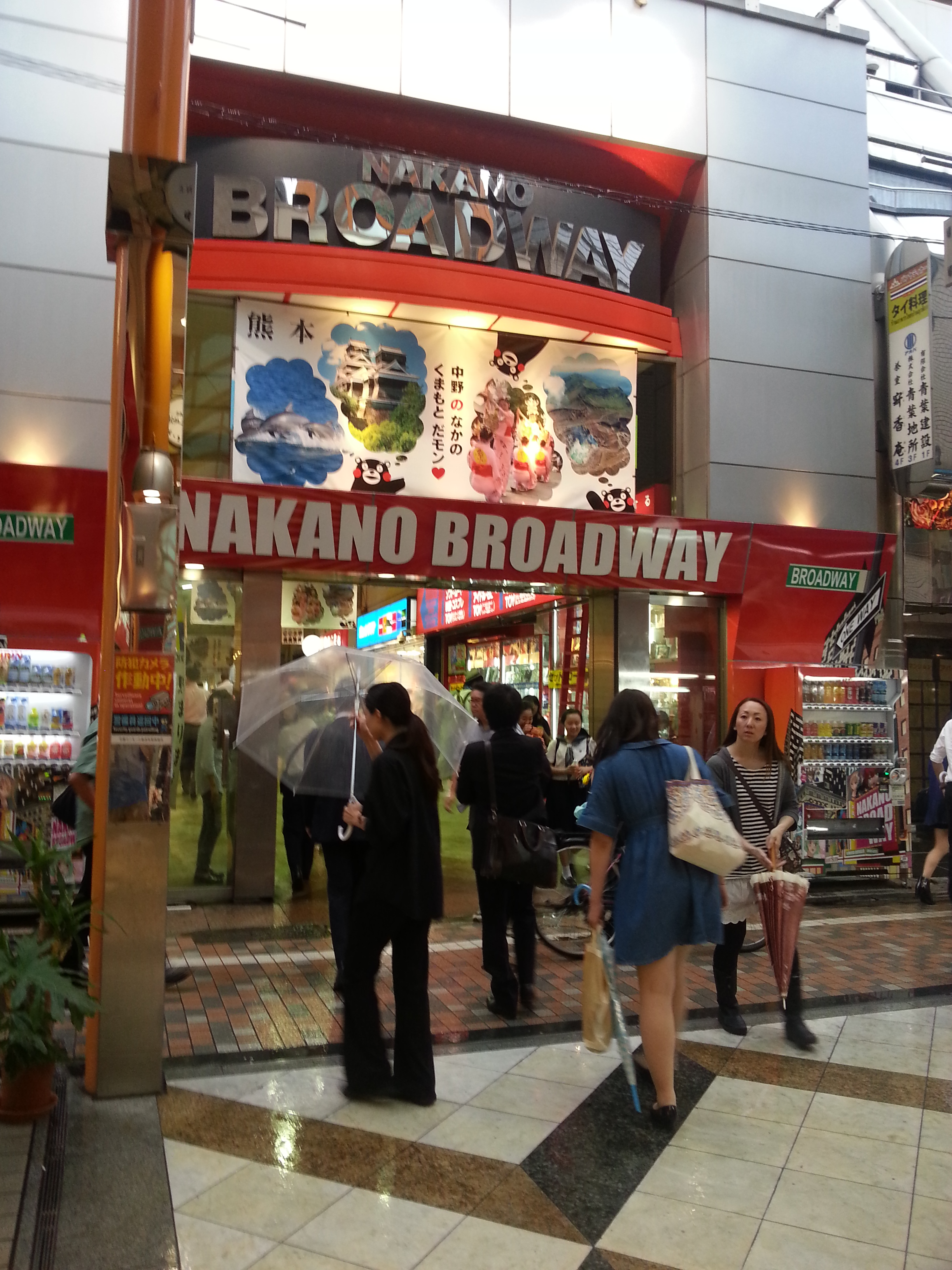
中野百老汇

- 中野：位于中野站附近中野百老汇的K-CAFE、中野TRF等地标性建筑
- 新宿：位于新宿站附近新宿ALTA、東京醫科大學醫院等地标性建筑
- 秋叶原：位于秋叶原站附近秋叶原站电器街与SEGA秋叶原1号馆等地标性建筑
- 六本木：位于六本木新城的六本木新城森大楼等地标性建筑
- 涩谷：位于涩谷路口的涩谷站、忠犬八公铜像、109百货与淘儿唱片涩谷店等地标性建筑
- 池袋：位于池袋站东口站前SEGA池袋GiGO、東急手創館池袋店与首都高速5号池袋线等地标性建筑
- 御台场：位于台场站、彩虹大桥、东京湾等地标性建筑
- 上野：位于上野公园的国立科学博物馆等地标性建筑
- 浅草：位于浅草寺的雷门等地标性建筑
- 数码宝贝大冒险V驯兽师01：「Hudie网咖」摆放着该漫画的单行本第1卷
- 数码宝贝世界 复元 编码：「Hudie网咖」摆放着该漫画的单行本第2卷

## 漫画版
|          | 作品名                         | 标题     | 标题                     | 连载时间       | 连载时间       | 连载刊号    | 连载刊号    |
| 日文标题 | 作品名                         | 中文标题 | VJump                    | VJump plus     | VJump          | VJump plus  |             |
| -------- | ------------------------------ | -------- | ------------------------ | -------------- | -------------- | ----------- | ----------- |
| 1        | 數碼寶貝物語 網路偵探          |          | 我們是，網路偵探！！     | 2015年2月21日  | 2015年3月21日  | 2015年4月号 | 2015年5月号 |
| 2        | 數碼寶貝物語 網路偵探 駭客追憶 |          | 給你看看，駭客的正義！！ | 2017年11月21日 | 2017年12月14日 | 2018年1月号 | 不適用      |

### 数码宝贝物语 网络侦探
《數碼寶貝物語 網路偵探》，数码宝贝系列漫画作品，为同名PlayStation Vita游戏的联动宣传漫画，《V Jump》于2015年4月号（2015年2月21日发售），《V Jump plus》于2015年5月号（2015年3月21日上线）刊载。全1话（单篇），未发行单行本。漫画为福田郁實，原案为本鄉昭由，监修为万代南梦宫游戏。

#### 剧情
暮海杏子是「暮海侦探事务所」的所长，是在业界久负盛名的承办网络相关事件的侦探，同时也深得警方的信赖。某日相羽拓海根据她提供的线索，登陆到了传说中有数码兽出现的网络空间EDEN最下层。在那里遇到了黑客，并与之发生战斗。与此同时，侵蚀者（Eater）的最终登场，使整个网络空间最下层发生数据实体化的奇怪现象……

#### 登场角色
| 网络侦探                                                            | 数码兽                                | 委托人                                                     | 敌方                 | 数码兽            | 数码生命体                                  |
| ------------------------------------------------------------------- | ------------------------------------- | ---------------------------------------------------------- | -------------------- | ----------------- | ------------------------------------------- |
| 相羽拓海 Aiba Takumi （主人公） （网络侦探） （暮海侦探事务所助手） | 大耳兽 Terriermon ↓ 加鲁哥兽 Galgomon | 豆男 Mameo （PS《数码宝贝世界》系列主人公） （类比的少年） | 黑客 ハッカー Hacker | 古拉兽 Growmon    | 侵蚀者（原种形态） Eater（Pure Breed Mode） |
| 相羽拓海 Aiba Takumi （主人公） （网络侦探） （暮海侦探事务所助手） | 巴鲁兽 Palmon ↓ 仙人掌兽 Togemon      | 豆男 Mameo （PS《数码宝贝世界》系列主人公） （类比的少年） | 黑客 ハッカー Hacker | 古拉兽 Growmon    | 侵蚀者（原种形态） Eater（Pure Breed Mode） |
| 相羽拓海 Aiba Takumi （主人公） （网络侦探） （暮海侦探事务所助手） | 齿轮兽 Hagurumon ↓ 守卫兽 Guardromon  | 豆男 Mameo （PS《数码宝贝世界》系列主人公） （类比的少年） | 黑客 ハッカー Hacker | 独眼龙兽 Cyclomon | 侵蚀者（原种形态） Eater（Pure Breed Mode） |
| 暮海杏子 Kuremi Kyouko （女侦探） （暮海侦探事务所所长）            | （未登场）                            | 豆男 Mameo （PS《数码宝贝世界》系列主人公） （类比的少年） | 黑客 ハッカー Hacker | 独眼龙兽 Cyclomon | 侵蚀者（原种形态） Eater（Pure Breed Mode） |

### 数码宝贝物语 网络侦探 黑客追忆
《數碼寶貝物語 網路偵探 駭客追憶》，数码宝贝系列漫画作品，为同名PlayStation Vita和PlayStation 4游戏的联动宣传漫画，《V Jump》于2018年1月号（2017年11月21日发售）刊载，《V Jump plus》于2017年12月14日网络刊载。全1话（单篇），未发行单行本。漫画为赤嶺直樹，原案为本鄉昭由，原作、监修为万代南梦宫娱乐。

#### 剧情
天泽圭佑是黑客组织「蝴蝶」（Hudie）成员，在网络空间EDEN最下层的黑市与其他黑客组织「恐龙教」成员发生冲突后，「蝴蝶」领导者御島龍司率众登场，帮忙摆平了麻烦，并解救了被「恐龙教」俘获的数码兽们。就这样天泽圭佑一边作为「蝴蝶」的成员解决网络空间的麻烦事，一边不断调查陷害自己的黑客的真面目……

#### 登场角色
| 黑客                                                                                                | 数码兽                              | 敌方               | 数码兽              |
| --------------------------------------------------------------------------------------------------- | ----------------------------------- | ------------------ | ------------------- |
| 天泽圭佑 Keisuke Amasawa （主人公） （便利屋集团「蝴蝶」黑客成员）                                  | 甲虫兽 Tentomon ↓ 比多兽 Kabutermon | 黑客队伍「恐龙教」 | 巨龙兽 Tyranomon    |
| 天泽圭佑 Keisuke Amasawa （主人公） （便利屋集团「蝴蝶」黑客成员）                                  | 贝塔兽 Betamon ↓ 海龙兽 Seadramon   | 黑客队伍「恐龙教」 | 巨龙兽 Tyranomon    |
| 天泽圭佑 Keisuke Amasawa （主人公） （便利屋集团「蝴蝶」黑客成员）                                  | 顽石兽 Gottsumon ↓ 魔像兽 Goleon    | 黑客队伍「恐龙教」 | 三角龙兽 Triceramon |
| 御島龍司 Mishima Ryūji （黑客队伍「猶大」原次长） （便利屋集团「蝴蝶」领导者） （御島艾莉卡的哥哥） | 电子龙兽 Cyberdramon                | 黑客队伍「恐龙教」 | 三角龙兽 Triceramon |
| 今井千歲 Imai Chitose （便利屋集团「蝴蝶」黑客成员）                                                | （未登场）                          | 黑客队伍「恐龙教」 | 角龙兽 Monochromon  |
| 御島艾莉卡 Mishima Erika （便利屋集团「蝴蝶」黑客成员） （御島龍司的妹妹）                          | 虫虫兽 Wormmon                      | 黑客队伍「恐龙教」 | 角龙兽 Monochromon  |

## 注解
1. 1 2 3 4  本作推出中文化版本
2. 1 2  在新加坡和马来西亚，2017年以《Digimon Story：Cyber Sleuth Hacker's Memory》（數碼寶貝物語 網路偵探 駭客追憶）名义发售PSV版和PS4版，2019年则以《Digimon Story：Cyber Sleuth Complete Edition》（數碼寶貝物語 網路偵探 完整版）名义发售Switch版和Steam版（Switch版和Steam版中文名仍为《數碼寶貝物語 網路偵探 駭客追憶》）。
3. 1 2  （Cyber Sleuth），从官網和各宣傳媒體以及漫畫中给出的漢字注释是。
4. 1 2  ストーリー（Story），從官網和各宣傳媒體以及漫畫中给出的漢字注释是。
5. 1 2 3  Cyber Space，從官網和各宣傳媒體以及漫畫中给出的漢字注释是。
6. ↑  修女兽 黑/修女兽 黑（觉醒）在北美版以及《Digimon Story：Cyber Sleuth Complete Edition》（數碼寶貝物語 網路偵探 完整版）因宗教因素而调整为修女兽 天蓝/修女兽 天蓝（觉醒），能力则没变。

### 日本官方网站
- 万代南梦宫 Digimon Game Portal 官网（页面存档备份，存于）（日語）
- 万代南梦宫 Digimon Story：Cyber Sleuth 官网（页面存档备份，存于）（日語）
- 万代南梦宫 Digimon Story：Cyber Sleuth Hacker's Memory 官网（页面存档备份，存于）（日語）
- 万代 Digimon Comic 官网（页面存档备份，存于）（日語）（英文）
- 万代 Digimon Comic Award 官网（页面存档备份，存于）（日語）
- Digimon Game 官方的X（前Twitter）（日語）

### 其它相关网站
- 台灣萬代南夢宮 數碼寶貝物語 網路偵探 駭客追憶 官网（页面存档备份，存于）（繁體中文）
- 香港萬代南夢宮 數碼寶貝物語 網路偵探 駭客追憶 官网（页面存档备份，存于）（繁體中文）
- 东南亚万代南梦宫 Digimon Story：Cyber Sleuth Hacker's Memory 官网（页面存档备份，存于）（英文）
- 东南亚万代南梦宫 Digimon Story：Cyber Sleuth Complete Edition 官网（页面存档备份，存于）（英文）